# Alberto Ginastera
Alberto Evaristo Ginastera (Buenos Aires, 11 de abril de 1916 – Genebra, 25 de junho de 1983) foi um compositor erudito e professor argentino.
Nasceu em Buenos Aires e estudou no conservatório desta cidade, até graduar-se em 1938. Depois de visitar os Estados Unidos entre 1945 e 1947, onde estudou com Aaron Copland em Tanglewood, volta a sua cidade natal e, com outros compositores, funda a Liga de Compositores da Argentina.
Foi o criador do Conservatório Nacional de Artes Musicais e Cênicas (hoje Conservatório Gilardo Gilardi de La Plata) em 1949. Mais tarde, em 1951, também o Conservatório Julián Aguirre, na cidade de Banfield. Atua como professor de Astor Piazzolla, Mauricio Kagel,Gerardo Gandini, Jorge Antunes,Waldo de los Ríos, Alcides Lanza, Carlos Bellisomi, Jacqueline Nova, Mesías Maiguashca, Blas Emilio Atehortúa, Alicia Terzian, entre outros. Em 1968 muda-se para os Estados Unidos e para a Europa em 1970. Falece em Genebra, em 1983.
Sua obra inclui as óperas Don Rodrigo, Bomarzo e Beatrix Cenci, dois concertos para piano, dois concertos para violoncelo, um concerto para violino e um para harpa, outras peças orquestrais, música de balé (Panambí, entre outras), música de câmara e um grande número de obras para piano. Ginastera dividiu sua música em três períodos: o do "nacionalismo objetivo", o do "nacionalismo subjetivo" e do "neo-expressionismo". Ele foi nomeado membro da Academia Nacional de Belas Artes.